# Alejandro Domínguez Escoto
Alejandro José Domínguez Escoto, más conocido como Álex Domínguez (9 de febrero de 1961 en México D.F., México), es un exfutbolista y entrenador mexicano que se desempeñaba como mediocampista.

## Trayectoria
Nació el 9 de febrero de 1961 en la ciudad de México D.F., México.

## Palmarés como jugador

### Campeonatos nacionales
| Título                     | Club         | País   | Año       |
| -------------------------- | ------------ | ------ | --------- |
| Primera División de México | Club América | México | 1983-1984 |
| Primera División de México | Club América | México | 1984-1985 |
| Primera División de México | Club América | México | 1987-1988 |
| Campeón de Campeones       | Club América | México | 1987-1988 |
| Primera División de México | Club América | México | 1988-1989 |
| Campeón de Campeones       | Club América | México | 1988-1989 |

### Copas internacionales
| Título                           | Club         | País   | Año  |
| -------------------------------- | ------------ | ------ | ---- |
| Copa Interamericana              | Club América | México | 1991 |
| Copa de Campeones de la CONCACAF | Club América | México | 1987 |
| Copa de Campeones de la CONCACAF | Club América | México | 1990 |
| Copa de Campeones de la CONCACAF | Club América | México | 1993 |

| Predecesor: Ramón Maradiaga | Entrenador del Fútbol Club Motagua 2003 | Sucesor: Hernaín Arzú |